# آنا پاکوین
آنا هلن پاکوین (به انگلیسی: Anna Helene Paquin) (زادهٔ ۲۴ ژوئیهٔ ۱۹۸۲ در کانادا) بازیگر اهل نیوزلند است. پاکوین نخستین تجربه بازی خود را در سن ۱۱ سالگی و با بازی در فیلم پیانو (۱۹۹۳) پشت سر گذاشت که به خاطر آن برنده جایزه اسکار بهترین بازیگر نقش مکمل زن شد. پاکوین بعد از تاتوم اونیل که در سن ده سالگی اسکار گرفت، جوان‌ترین فرد در طول تاریخ است که برنده مجسمه طلایی شده است.

## فیلم‌شناسی

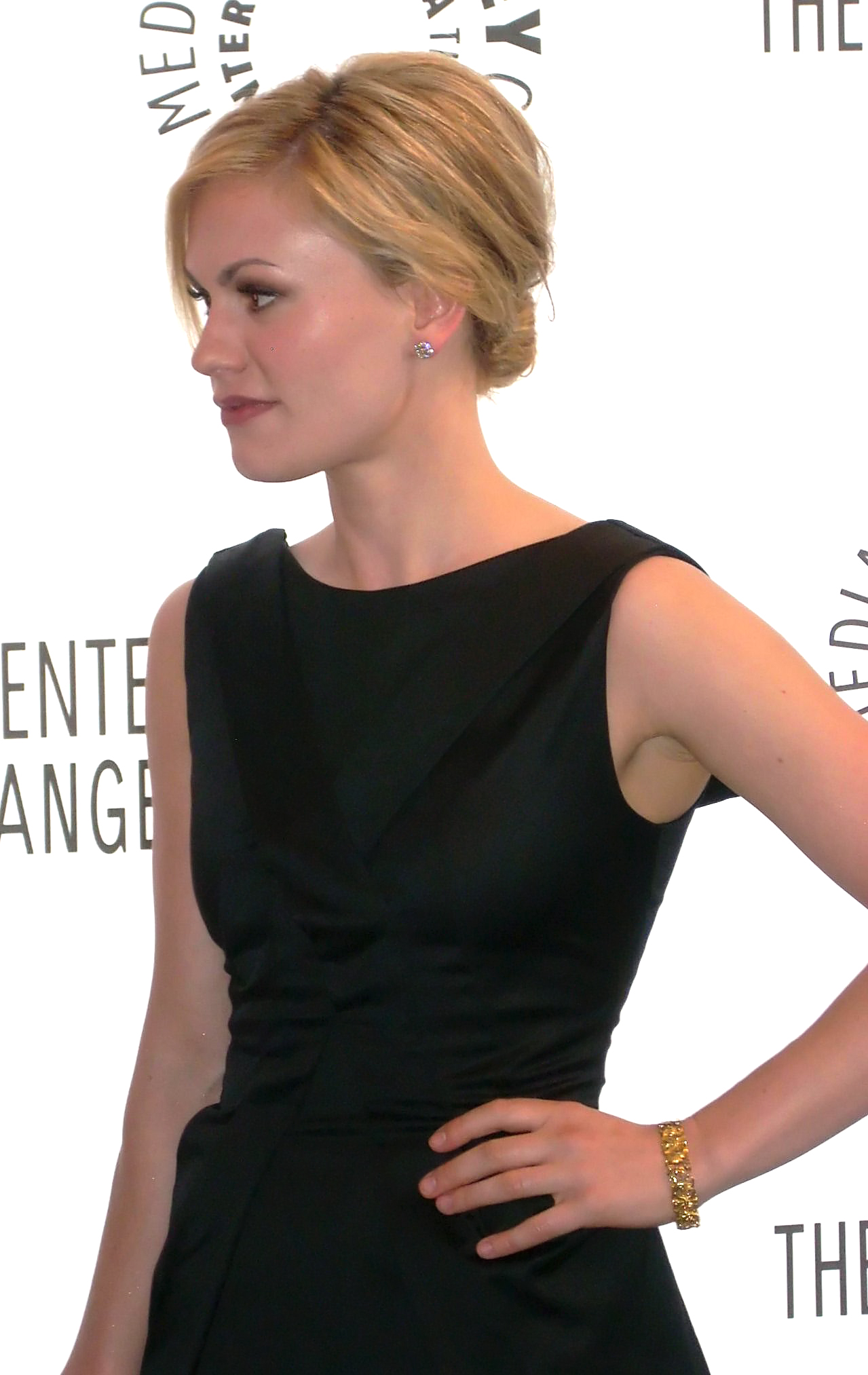
آنا پاکوین در لس آنجلس ۲۰۰۹

فهرست برخی از فیلم‌هایی که آنا پاکوین در آنها به ایفای نقش پرداخته‌است:

### سینمایی
- پیانو (۱۹۹۳)
- پرواز به خانه (۱۹۹۶)
- جین ایر (۱۹۹۶)
- آمیستاد (۱۹۹۷)
- جارو جنجال (۱۹۹۸)
- لاپوتا قلعه‌ای در آسمان-صدا (۱۹۹۸)
- او همه چیز تمام است (۱۹۹۹)
- پیاده‌روی روی ماه (۱۹۹۹)
- این خشم است-۱۹۹۹
- مردان ایکس (۲۰۰۰)
- تقریباً مشهور (۲۰۰۰)
- یافتن فارستر (۲۰۰۰)
- سربازان بوفالو (۲۰۰۱)
- تاریکی (۲۰۰۲)
- ساعت بیست و پنجم (۲۰۰۲)
- ایکس ۲: مردان متحد (۲۰۰۳)
- ماهی مرکب و نهنگ (۲۰۰۵)
- مردان ایکس: آخرین ایستادگی (۲۰۰۶)
- ترفند درمان-۲۰۰۷
- موزاییک-۲۰۰۷
- ایالت آبی-۲۰۰۷
- رمانتیسم-۲۰۱۰
- خانه باز-۲۰۱۰
- جیغ ۴ (۲۰۱۱)
- مارگارت (۲۰۱۱)
- شاگرد اول (۲۰۱۳)
- سواری مجانی-۲۰۱۳
- مردان ایکس: روزهای گذشته آینده-۲۰۱۴
- دایناسور خوب-۲۰۱۵
- حکم مرخصی-۲۰۱۸
- قسمتی از شیشه-۲۰۱۸
- این را به زنبورها بگو (۲۰۱۹)
- مرد ایرلندی (۲۰۱۹)
- زیردست آمریکایی (۲۰۲۱)

### مجموعه تلویزیونی
- خون حقیقی (۲۰۰۸–۲۰۱۴)[۳]